# Бодега-Бей (Каліфорнія)
Бодега-Бей (англ. Bodega Bay) — переписна місцевість (CDP) в США, в окрузі Сонома штату Каліфорнія. Населення — 912 особи (2020).

## Географія
Бодега-Бей розташована за координатами 38°19′10″ пн. ш. 123°1′50″ зх. д. / 38.31944° пн. ш. 123.03056° зх. д. (38.319410, -123.030615).  За даними Бюро перепису населення США в 2010 році переписна місцевість мала площу 32,44 км², з яких 21,61 км² — суходіл та 10,82 км² — водойми.

## Демографія
Згідно з переписом 2010 року, у переписній місцевості мешкало 1077 осіб у 533 домогосподарствах у складі 314 родин. Густота населення становила 33 особи/км².  Було 1060 помешкань (33/км²).
Расовий склад населення:
| - 88,3 % — білих - 3,1 % — азіатів - 0,4 % — вихідців з тихоокеанських островів - 0,4 % — корінних американців - 0,2 % — чорних або афроамериканців - 4,5 % — осіб інших рас |

До двох чи більше рас належало 3,2 %. Частка іспаномовних становила 11,7 % від усіх жителів.
За віковим діапазоном населення розподілялося таким чином: 12,2 % — особи молодші 18 років, 58,7 % — особи у віці 18—64 років, 29,1 % — особи у віці 65 років та старші. Медіана віку мешканця становила 57,2 року. На 100 осіб жіночої статі у переписній місцевості припадало 105,9 чоловіків;  на 100 жінок у віці від 18 років та старших — 106,1 чоловіків також старших 18 років.
Середній дохід на одне домашнє господарство  становив 132 439 доларів США (медіана — 86 118), а середній дохід на одну сім'ю — 205 199 доларів (медіана — 198 036). 
Цивільне працевлаштоване населення становило 379 осіб. Основні галузі зайнятості: освіта, охорона здоров'я та соціальна допомога — 22,2 %, роздрібна торгівля — 16,9 %, науковці, спеціалісти, менеджери — 11,9 %, інформація — 7,7 %.